# Dichochrysa punctilabris
Dichochrysa punctilabris là một loài côn trùng trong họ Chrysopidae thuộc bộ Neuroptera. Loài này được McLachlan miêu tả năm 1894.